# Professional'nyj Futbol'nyj Klub Soči 2020-2021
Questa voce raccoglie le informazioni riguardanti il Professional'nyj Futbol'nyj Klub Soči nelle competizioni ufficiali della stagione 2020-2021.

## Stagione
Al secondo anno in Prem'er-Liga la squadra migliorò di molto i risultati e ottenne un quinto posto che le consentì di ottenere l'accesso all'UEFA Europa Conference League 2021-2022.

## Maglie
| Manica sinistra · Maglietta · Maglietta · Manica destra · Pantaloncini · Calzettoni | Manica sinistra · Manica sinistra · Maglietta · Maglietta · Manica destra · Manica destra · Pantaloncini · Calzettoni |

## Rosa
| N. |                      | Ruolo | Calciatore            |
| -- | -------------------- | ----- | --------------------- |
| 1  | Russia (bandiera)    | P     | Denis Adamov          |
| 3  | Russia (bandiera)    | D     | Elmir Nabiullin       |
| 6  | Russia (bandiera)    | C     | Artur Rimovič Jusupov |
| 7  | Russia (bandiera)    | C     | Danil Prutsev         |
| 9  | Russia (bandiera)    | A     | Anton Zabolotnyi      |
| 10 | Russia (bandiera)    | A     | Maksim Barsov         |
| 12 | Russia (bandiera)    | P     | Nikolay Zabolotnyi    |
| 13 | Russia (bandiera)    | D     | Sergey Terekhov       |
| 15 | Russia (bandiera)    | C     | Ibragim Tsallagov     |
| 16 | Ecuador (bandiera)   | C     | Christian Noboa       |
| 17 | Croazia (bandiera)   | A     | Marko Dugandzic       |
| 18 | Russia (bandiera)    | A     | Nikita Burmistrov     |
| 22 | Russia (bandiera)    | A     | Joãozinho             |
| 23 | Slovenia (bandiera)  | D     | Miha Mevlja           |
| 24 | Argentina (bandiera) | D     | Emanuel Mammana       |
| 25 | Russia (bandiera)    | D     | Ivan Novoseltsev      |

| N. |                       | Ruolo | Calciatore         |
| -- | --------------------- | ----- | ------------------ |
| 27 | Russia (bandiera)     | D     | Kirill Zaika       |
| 34 | Russia (bandiera)     | D     | Timofey Margasov   |
| 35 | Russia (bandiera)     | P     | Soslan Dzhanaev    |
| 45 | Serbia (bandiera)     | D     | Ivan Miladinovic   |
| 79 | Russia (bandiera)     | A     | Aleksandr Rudenko  |
| 87 | Russia (bandiera)     | D     | Danila Prokhin     |
| 98 | Armenia (bandiera)    | C     | Erik Vardanyan     |
| -  | Russia (bandiera)     | D     | Igor Yurganov      |
| -  | Russia (bandiera)     | D     | Nikita Kalugin     |
| -  | Russia (bandiera)     | C     | Egor Prutsev       |
| -  | Russia (bandiera)     | C     | Maksim Kolmakov    |
| -  | Russia (bandiera)     | C     | Anatoliy Nemchenko |
| -  | Russia (bandiera)     | C     | Nikita Koldunov    |
| -  | Russia (bandiera)     | A     | Dmitri Poloz       |
| -  | Kazakistan (bandiera) | A     | Akmal Bakhtiyarov  |
| -  | Russia (bandiera)     | A     | Andrey Bokovoy     |

## Risultati

### Prem'er-Liga
| Arbitro: | Vasili Kazartsev |

|                                         |           |                                                    |
| Aleksandr Sobolev 8’ Jordan Larsson 10’ | Marcatori | 15’ (rig.) Dmitri Poloz 90’ (rig.) Christian Noboa |

| Arbitro: | Sergey Karasev |

|                     |           |                           |
| Christian Noboa 63’ | Marcatori | 24’ Aleksandr Troshechkin |

| Arbitro: | Vladislav Bezborodov |

|                                                             |           |                                            |
| Miha Mevlja 44’ Christian Noboa 85’ Ivan Miladinovic 90'+1’ | Marcatori | 68’ (rig.) Ivan Ignatjev 76’ Denis Makarov |

| Arbitro: | Sergej Ivanov |

|                  |           |                                             |
| Kamil Mullin 52’ | Marcatori | 21’ Nikita Burmistrov 59’ Nikita Burmistrov |

| Arbitro: | Aleksey Matyunin |

|  |           |                        |
|  | Marcatori | 90'+1’ Christian Noboa |

| Soči 30 agosto 2020, ore 19:00 6ª giornata | Soči           | 0 – 0 referto | Ural | Stadio Olimpico Fišt (3.942 spett.)\| Arbitro: \| Mikhail Vilkov \| |
| Arbitro:                                   | Mikhail Vilkov |               |      |                                                                     |

| Arbitro: | Vitali Meshkov |

|  |           |                     |
|  | Marcatori | 24’ Christian Noboa |

| Arbitro: | Evgeni Kukulyak |

|                                                           |           |                                            |
| Sergey Tkachev 20’ Evans Kangwa 45'+3’ Sergey Tkachev 71’ | Marcatori | 10’ (rig.) Christian Noboa 65’ Miha Mevlja |

| Arbitro: | Sergey Karasev |

|                           |           |                   |
| Christian Noboa 4’ (rig.) | Marcatori | 59’ Sergey Petrov |

| Arbitro: | Evgeni Turbin |

|                                                                                           |           |                                    |
| Nikita Burmistrov 19’ Artur Rimovič Jusupov 66’ Anton Zabolotnyi 78’ Anton Zabolotnyi 84’ | Marcatori | 62’ Aleksey Ionov 74’ Dmitri Poloz |

| Arbitro: | Sergej Ivanov |

|                                                                     |           |                  |
| Vyacheslav Karavaev 16’ Aleksandr Erokhin 24’ Douglas Santos 90'+3’ | Marcatori | 57’ Kirill Zaika |

| Arbitro: | Aleksey Sukhoy |

|                                                             |           |                 |
| Daniil Lesovoy 11’ Sebastian Szymanski 26’ Daniil Fomin 55’ | Marcatori | 22’ Miha Mevlja |

| Arbitro: | Stanislav Vasiljev |

|                                            |           |                     |
| Anton Zabolotnyi 14’ Nikita Burmistrov 40’ | Marcatori | 65’ Anton Miranchuk |

| Arbitro: | Nikolay Voloshin |

|                     |           |                          |
| Sergey Terekhov 53’ | Marcatori | 87’ (rig.) Komnen Andric |

| Arbitro: | Evgeni Kukulyak |

|                     |           |                       |
| Arnór Sigurdsson 5’ | Marcatori | 23’ Nikita Burmistrov |

| Arbitro: | Stanislav Vasiljev |

|                    |           |  |
| Aleksey Evseev 86’ | Marcatori |  |

| Arbitro: | Sergey Lapochkin |

|                                                  |           |  |
| Marko Dugandzic 31’ Artur Rimovič Jusupov 45'+2’ | Marcatori |  |

| Arbitro: | Igor Panin |

|                     |           |  |
| Christian Noboa 57’ | Marcatori |  |

| Arbitro: | Vitali Meshkov |

|                                                |           |  |
| Anton Zabolotnyi 52’ Artur Rimovič Jusupov 70’ | Marcatori |  |

| Arbitro: | Mikhail Vilkov |

|                                                                                  |           |  |
| Anton Zabolotnyi 51’ Sergey Terekhov 53’ Joãozinho 58’ Artur Rimovič Jusupov 67’ | Marcatori |  |

| Rostov sul Don 6 marzo 2021, ore 17:00 21ª giornata | Rostov           | 0 – 0 referto | Soči | Stadio Olimp-2 (12.580 spett.)\| Arbitro: \| Vasili Kazartsev \| |
| Arbitro:                                            | Vasili Kazartsev |               |      |                                                                  |

| Arbitro: | Aleksey Matyunin |

|                                                          |           |                           |
| François Kamano 42’ François Kamano 56’ Fedor Smolov 88’ | Marcatori | 58’ Artur Rimovič Jusupov |

| Arbitro: | Artem Lyubimov |

| |           |  |
| Anton Zabolotnyi 45'+2’ Sergey Terekhov 55’ Aleksandr Rudenko 74’ Anton Zabolotnyi 80’ Maksim Barsov 90’ | Marcatori |  |

| Arbitro: | Vladislav Bezborodov |

|                            |           |  |
| Khvicha K'varatskhelia 72’ | Marcatori |  |

| Arbitro: | Vladimir Moskalev |

|                       |           |                                     |
| Nikita Burmistrov 58’ | Marcatori | 63’ Sardar Azmoun 80’ Sardar Azmoun |

| Arbitro: | Stanislav Vasiljev |

|                                                      |           |                 |
| Christian Noboa 40’ (rig.) Artur Rimovič Jusupov 54’ | Marcatori | 78’ Igor Diveev |

| Arbitro: | Igor Panin |

|                                               |           |                                                                      |
| Vyacheslav Krotov 19’ Timur Zhamaletdinov 78’ | Marcatori | 8’ Danila Prokhin 14’ Anton Zabolotnyi 90'+1’ (rig.) Christian Noboa |

| Arbitro: | Ivan Sidenkov |

|                     |           |                                                                       |
| Dmitri Stotskiy 59’ | Marcatori | 6’ (rig.) Christian Noboa 85’ Anton Zabolotnyi 90'+4’ Christian Noboa |

| Arbitro: | Sergey Karasev |

|                                                   |           |                       |
| Aleksandr Rudenko 9’ Artur Rimovič Jusupov 90'+3’ | Marcatori | 30’ Aleksey Shchetkin |

| Chimki 16 maggio 2021, ore 13:00 30ª giornata | Chimki        | 0 – 0 referto | Soči | Stadio Rodina (5.450 spett.)\| Arbitro: \| Sergej Ivanov \| |
| Arbitro:                                      | Sergej Ivanov |               |      |                                                             |

### Kubok Rossii
| Arbitro: | Artem Petrenko |

|  |           |                           |
|  | Marcatori | 20’ Artur Rimovič Jusupov |

| Arbitro: | Yan Bobrovskiy |

|                   |                      |                            |
| Artem Yusupov 18’ | Marcatori            | 30’ (rig.) Marko Dugandzic |
|                   | Tiri di rigore 3 – 5 |                            |

| Arbitro: | Evgeni Kukulyak |

|                   |           |                                    |
| Tonny Vilhena 81’ | Marcatori | 52’ Anton Zabolotnyi 67’ Joãozinho |

| Arbitro: | Vasili Kazartsev |

|                           |           |                                              |
| Artur Rimovič Jusupov 70’ | Marcatori | 44’, 63’ Fedor Smolov 90'+6’ François Kamano |